# Schluein
Schluein (hasta 1943 oficialmente en alemán: Schleuis) es una comuna suiza del cantón de los Grisones, situada en la región de Surselva. Limita al norte con la comuna de Falera, al este con Laax y Sagogn, al sur con Castrisch e Ilanz, y al oeste con Ruschein y Ladir.

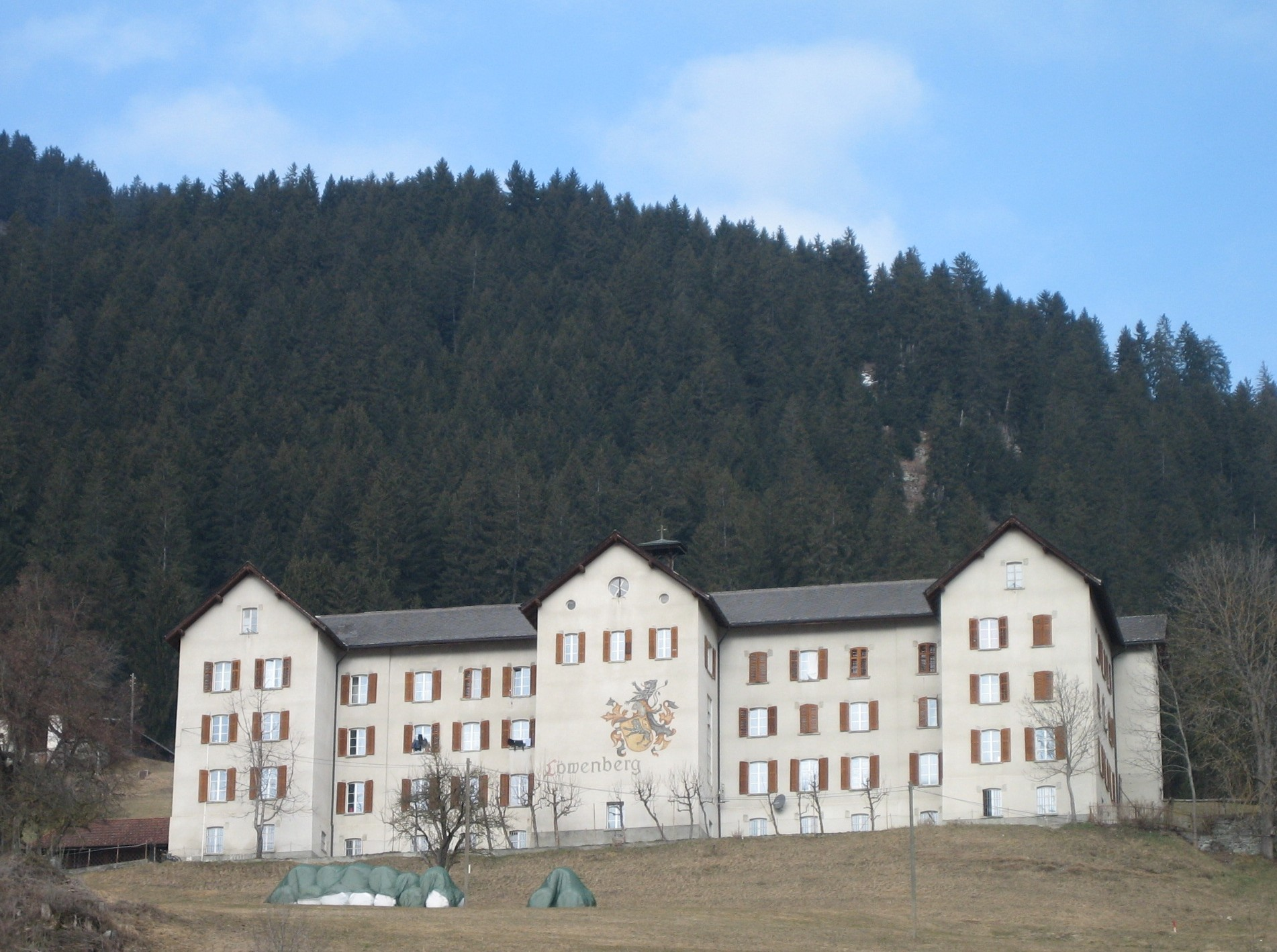
Vista de Löwenberg.